# Stazione di Antibes
La stazione di Antibes è la principale stazione ferroviaria di Antibes, Francia.